# Takashi Nakamura
Takashi Nakamura é um profissional da indústria de animes,

## Participações
- Akira - Chefe de animação e responsável pela arte de fundo em
- A Chinese Ghost Story - Desenhista de personagens em
- Peter Pan no Bouken - Diretor
- A Tree of Palme - "Peter Pan no Bouken"
- Fantastic Children história e o roteiro da série, desenho de personagens e direção.